# Il conquistatore di Corinto
Il conquistatore di Corinto è un film del 1961 diretto da Mario Costa.